# قطعنامه ۱۴۵۵ شورای امنیت
قطعنامه ۱۴۵۵ شورای امنیت سازمان ملل متحد که در تاریخ ۱۷ ژانویه ۲۰۰۳ تصویب شد، سندی بین‌المللی دربارهٔ تهدید صلح و امنیت بین‌المللی ناشی از اقدامات تروریستی است. این قطعنامه طی نشست ۴۶۸۶ام با ۱۵ رای موافق، ۰ مخالف و ۰ ممتنع تصویب شد.